# I Liceum Ogólnokształcące im. Stefana Żeromskiego w Goleniowie
I Liceum Ogólnokształcące im. Stefana Żeromskiego w Goleniowie – publiczne liceum ogólnokształcące w Goleniowie, wchodzące w skład Zespołu Szkół Ponadgimnazjalnych.

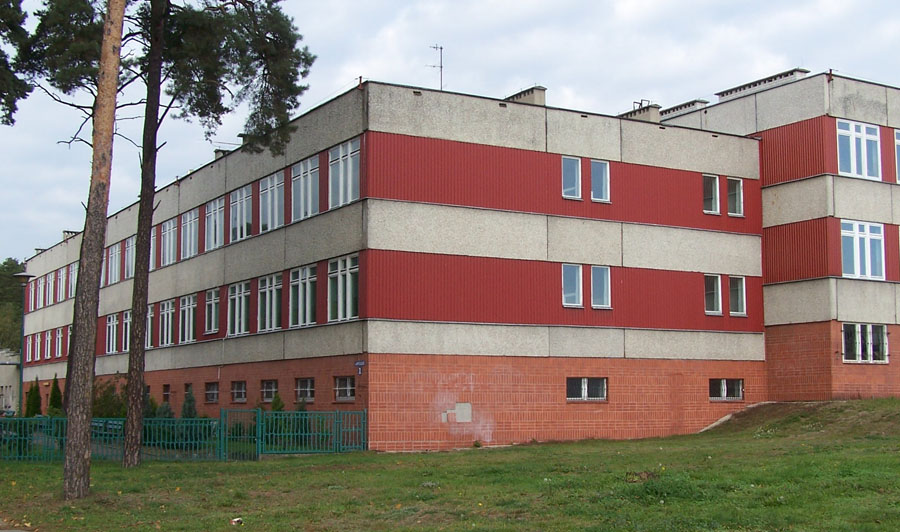
Budynek I LO w Goleniowie

## Położenie i baza szkoły
Budynki liceum położone są w północnej części miasta, przy ul. Niepodległości, przy lesie sosnowym stanowiącym fragment Puszczy Goleniowskiej.
Do realizacji swoich celów statutowych szkoła posiada: pomieszczenia do nauki z niezbędnym wyposażeniem – sale lekcyjne; nowoczesne sale językowe; dwie pracownie komputerowe; bibliotekę; czytelnię z Internetowym Centrum Informacji Multimedialnej (ICIM); halę widowiskowo-sportową; kompleks basenu pływackiego z funkcjami towarzyszącymi, zwany „Kompleks Rekreacyjno-Sportowy Fala” (pływalnia Fala); radiowęzeł; gabinet pedagoga szkolnego; gabinet doradcy zawodowego; gabinet pielęgniarki szkolnej; pomieszczenia administracyjno-gospodarcze; boisko sportowe; teren rekreacyjny.

## Historia

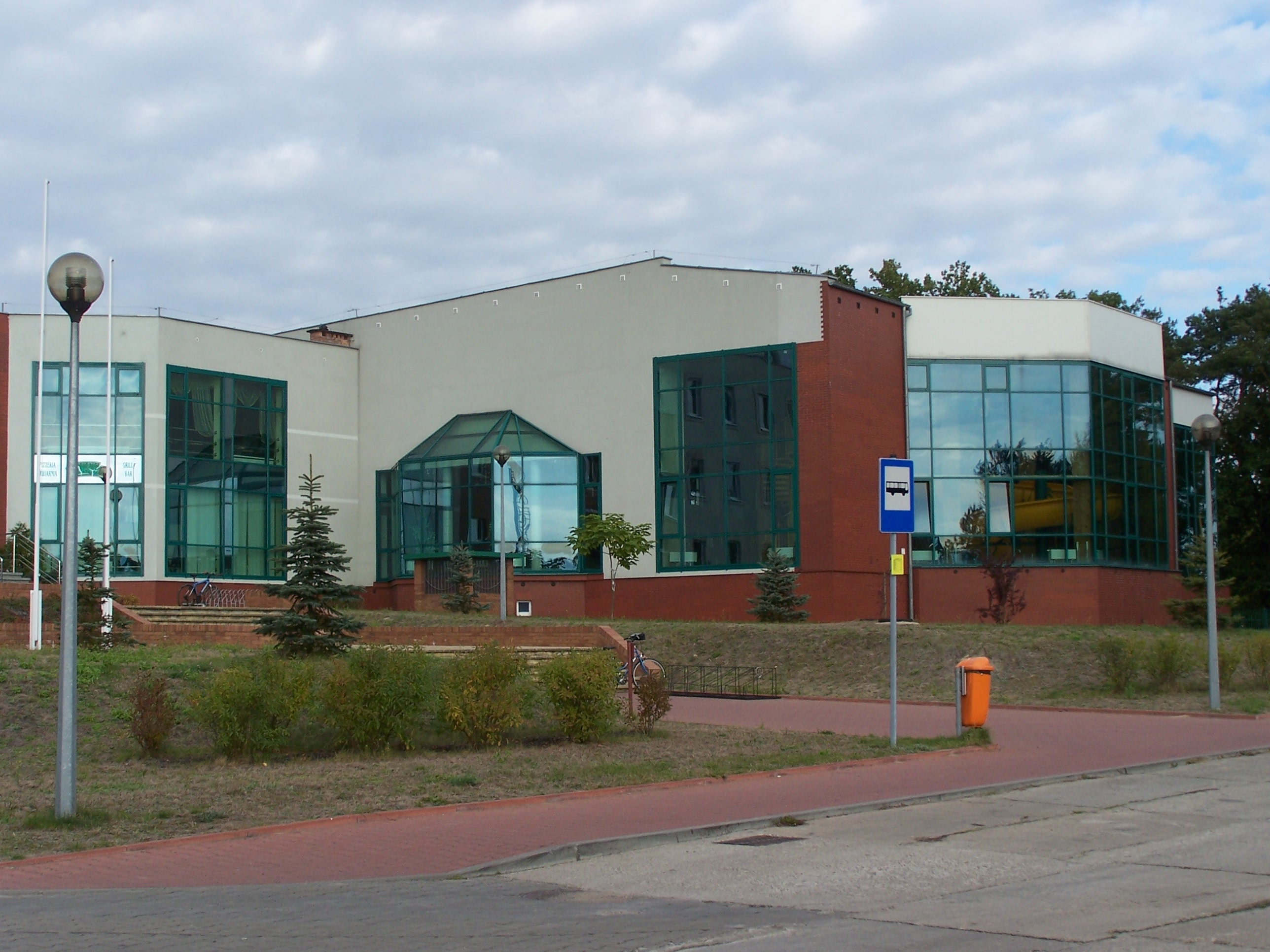
Pływalnia Fala

Szkoła powstała w 1959 jako rozwojowe Liceum przy Szkole Podstawowej nr 1 w Goleniowie. W 1960 wmurowano akt erekcyjny pod budynek nowej szkoły – pomnika 1000-lecia państwa polskiego, który mieścił się przy ówczesnej ul. Karola Świerczewskiego (obecnie Cypriana Kamila Norwida). Rozpoczęcie nauki w nowym budynku przypadło na 1962, jednak liceum musiało dzielić budynek ze Szkołą Podstawową nr 4. Rok później pierwsi abiturienci uzyskali świadectwa maturalne, było to 36 absolwentów. W 1966 nastąpiło oddzielenie liceum od SP i nadanie mu imienia Stefana Żeromskiego, w 1967 szkoła otrzymała pierwszy sztandar. Cały czas poszerzano ofertę edukacyjną liceum, tworzono klasy profilowane: matematyczno-fizyczne, nauczano języków: rosyjskiego, angielskiego i francuskiego. W 1975 opiekunem szkoły zostały Zakłady Chemiczne w Goleniowie. Odchodzi dyrektor Edward Kaniuk, którego zastępuje Mirosława Rogalska. Powstaje również, obecnie bogaty w sukcesy chór mieszany „Cantilena” założony przez Tadeusza Pawłowskiego. Na przełomie lat 70. i 80. funkcję dyrektora objął Władysław Sapa, szkoła dalej się rozwijała i pięła w rankingach osób przyjętych na studia, rozwijała się oferta edukacyjna i wyposażenie szkoły. Uczniowie Waldemara Nowotnego osiągają doskonałe wyniki w sporcie (lekkoatletyka). W 1987 funkcję dyrektora objęła Bożena Wojciechowska. Na początku lat 90. szkoła nawiązała współpracę z Gimnazjum w Gartz (Niemcy), do tej pory kilkanaścioro uczniów szkoły kontynuowało naukę i zdało maturę w Niemczech. W latach 1978–1995 przy szkole istniało również Liceum Medyczne. W 1994 Zespół Szkół Ogólnokształcących przeniósł się do nowego budynku przy ul. Niepodległości. W 1997 funkcję dyrektora objęła Janina Uścinowicz. Halę widowiskowo-sportową oddano do użytku w 1998, zaś pływalnię w 2002. W latach 2008–2010 funkcję dyrektora szkoły pełnił Arkadiusz Malkowski.
Uczniem tego liceum był m.in. (w latach 70.) Paweł Czapkin, od 15 grudnia 2006 starosta kamieński, wcześniej pełniący w tym powiecie funkcję wicestarosty.

## Edukacja i sport
Goleniowskie liceum jest nowoczesną, przestronną szkołą o dobrej lokalizacji i bardzo dobrym zapleczu dydaktyczno – sportowym. Istnienie hali widowiskowo - sportowej oraz basenu pływackiego służy rozwojowi uczniowskich pasji, a także ma wpływ na spektakularne osiągnięcia uczniów w wielu dyscyplinach sportowych. Uczniowie osiągają znaczące sukcesy w lekkiej atletyce, piłce siatkowej, koszykowej oraz w piłce nożnej, godnie reprezentując szkołę na szczeblu rejonowym, wojewódzkim i ogólnopolskim. W 2009 roku męska reprezentacja liceum zdobyła III miejsce w Ogólnopolskiej Licealiadzie w piłce nożnej, a drużyna żeńska - V miejsce w Mistrzostwach Województwa w piłce nożnej dziewcząt.
Znaczącymi osiągnięciami sportowymi w roku szkolnym 2009/2010 może również pochwalić się szkolna drużyna piłki siatkowej – III miejsce w finale Wojewódzkiej Licealiady w piłce siatkowej dziewcząt. Wielu abiturientów szkoły, a także obecnych uczniów jest reprezentantami Polski, członkami kadry narodowej w wielu dyscyplinach sportowych. Są wśród nich najlepsi lekkoatleci, biegacze na różnych dystansach - Krystian Zalewski, Karolina Waszak, Mateusz Makaj oraz reprezentanci regionu w strzelectwie sportowym – Paweł Stoiczkow, Oskar Mendrala, Mateusz Wojtala, Radosław Kręwicki, których osiągnięcia sportowe są powodem do dumy i źródłem satysfakcji dla szkoły.
Oprócz osiągnięć w sporcie uczniowie liceum, pod kierunkiem nauczycieli, odnoszą również bardzo dobre i dobre wyniki w olimpiadach i konkursach przedmiotowych na szczeblu wojewódzkim i ogólnopolskim. Wśród najlepszych abiturientów szkoły ostatnich lat, laureatów i finalistów, znalazł się Marcin Szczyciński - II miejsce w XXXVII Olimpiadzie Literatury i Języka Polskiego oraz w XXXIII Olimpiadzie Historycznej, I miejsce w I Ogólnopolskiej Olimpiadzie Mediewistycznej, III miejsce w Ogólnopolskim Konkursie „Drogi do wolności” oraz III miejsce w Olimpiadzie „Losy Polaków na Wschodzie po 17 września 1939 roku”, a także w Ogólnopolskim Konkursie Historycznym „Drogi do wolności” i konkursie wojewódzkim „Historicus sum” oraz wielu innych. Uczeń był także Stypendystą III Edycji Ogólnopolskiego Konkursu Stypendialnego pod hasłem: „Myślę lokalnie, działam regionalnie”.
Kolejne znaczące osiągnięcia w olimpiadach i konkursach wojewódzkich i ogólnopolskich należały m.in. do Sebastiana Urbaniaka - finalisty XXXVIII Olimpiady Literatury i Języka Polskiego oraz XXI Olimpiady Filozoficznej, a także Maksymiliana Saczywko - laureata i finalistę Olimpiad Języka Rosyjskiego. W ostatnich latach szkolnych laureatem i finalistą Wojewódzkiego Konkursu Wiedzy Geograficznej i Konkursu Geograficzno – Nautologicznego był Mateusz Wierzbicki.
Co roku najzdolniejsi uczniowie liceum za wyniki dydaktyczne i swoją działalność szkolną i pozaszkolną otrzymują Stypendia Prezesa Rady Ministrów i Rady Powiatu w Goleniowie. W roku szkolnym 2008/2009 i 2009/2010 uczeń - Tomasz Trosko dwukrotnie otrzymał Stypendium Prezesa Rady Ministrów oraz Stypendium Rady Powiatu za swoje osiągnięcia naukowe i sportowe, a w roku 2010/2011 - uczennica klasy III H - Paulina Popielarska - Stypendium Prezesa Rady Ministrów i po raz drugi z rzędu Stypendium Rady Powiatu. Ponadto w roku szkolnym 2010/2011 drugie Stypendium Rady Powiatu zostało przyznane uczniowi klasy III C - Maciejowi Walasowi.
Corocznie wielu uczniów otrzymuje nagrody z rąk Starosty Goleniowskiego za uzyskanie najwyższych lokat w konkursach przedmiotowych i zawodach sportowych na szczeblu wojewódzkim (miejsca 1-6) i ogólnopolskim. Najlepsi uczniowie wraz z prowadzącymi ich nauczycielami i trenerami z terenu powiatu goleniowskiego spotykają się na uroczystej akademii „Najlepsi z najlepszych”, gdzie dokonuje się podsumowania ich osiągnięć w danym roku szkolnym. 
W roku szkolnym 2009/2010 Starosta Goleniowski przyznał 26 nagród za sukcesy indywidualne uczniów oraz 3 grupowe dla najlepszych drużyn w piłce nożnej chłopców i dziewcząt oraz drużyny piłki siatkowej dziewcząt. Ponadto Starosta Goleniowski przyznał 4 nagrody pieniężne dla najlepszych uczniów i sportowców szkoły.

## Realizowane projekty i programy
Liceum oferuje młodzieży bogatą ofertę zajęć pozalekcyjnych, przygotowujących do matury na poziomie podstawowym i rozszerzonym, a także rozwijających zainteresowania artystyczne i pasje. Ponadto uczniowie klas I i II realizują działania 4 projektów pozyskanych ze środków unijnych. Są to: „As kompetencji”, „Wespół w Zespół z Matematyką bez Granic”, „Szkoła Sukcesu” oraz „Kompetencje kluczowe drogą do kariery”. W ramach w/w działań uczniowie biorą udział w dodatkowych zajęciach z fizyki, matematyki, języka angielskiego, przedsiębiorczości oraz doradztwa kompetencyjnego i zawodowego. Systematyczny udział w oferowanych młodzieży zajęciach i wyjazdach dydaktycznych daje jej duże możliwości rozwoju, a także pozwala na osiągnięcie wyznaczonych celów i samorealizację.
Szkoła od wielu lat posiada certyfikaty: „Bezpieczna szkoła” i „Szkoła bez przemocy”, realizując działania obu programów społecznych oraz organizując corocznie na terenie szkoły „Dzień bez przemocy”. Poza tym uczniowie chętnie włączają się w działania wolontariatu, w tym m.in. programu środowiskowego „Starszy brat - starsza siostra” realizowanego na terenie Goleniowa przez Centrum Wolontariatu w Goleniowie. We współpracy z goleniowskimi szkołami. Wolontariuszki, jako starsze siostry, systematycznie spotykają się z „młodszym rodzeństwem”, wspierając je oraz pomagając np. w odrabianiu lekcji. 
Ponadto uczniowie często uczestniczą w spotkaniach z mieszkańcami Goleniowa, dokonując instruktażu udzielania pierwszej pomocy poprzez przeprowadzanie pokazów szkolnej drużyny ratowniczej oraz promując akcję transplantacji organów - „Transplantacja – jestem na tak”, która miała miejsce w czerwcu 2010 r. w czasie Festynu Organizacji Pozarządowych. Młodzież liceum pomaga również w zbieraniu środków na pomoc świąteczną dla swoich kolegów w czasie akcji „Mikołaje są wśród nas” oraz w kwestach przeznaczonych na leczenie chorych dzieci w kolejnych Finałach Wielkiej Orkiestry Świątecznej Pomocy.